# Llista de control d'accés
La llista de control d'accés (ACL o access control list en anglès) és un concepte de seguretat informàtica utilitzat per a fer complir la separació de privilegis. Això significa donar o no uns privilegis a un objecte determinat que està realitzant una consulta.
Les ACL permeten controlar el flux del trànsit a equips de xarxes, com ara encaminadors i commutadors. El seu principal objectiu és filtrar trànsit, permetent o denegant el tràfic de xarxa d'acord amb alguna condició. No obstant això, també tenen usos addicionals, com per exemple, distingir "trànsit interessant" (trànsit prou important com per activar o mantenir una connexió) en XDSI.
El motiu pel qual sol gestionar-se en una classe o sistema separat i no en cadascuna de les parts que pretenen associar-se a permisos és per seguir les regles SOLID, en aquest cas la S (Principi de responsabilitat única), la qual cosa et permet fins i tot escalar millor. S'assemblaria a un sistema de control d'accessos físic típic d'un edifici, on aquesta part està centralitzada en un lloc. Aquest lloc només necessita saber dues coses: Qui ets (per exemple un ID d'una targeta, el teu id d'usuari) i que vols fer. Ell et respon si tens permís de fer-ho o no. Amb aquest enfocament aquest mateix sistema no només pot ser utilitzat per accedir a llocs si no per a qualsevol cosa que necessiti separar-se de persones que poden i no poden fer coses, per exemple: accedir a una pàgina o secció, publicar un comentari, fer una amistat, enviar un correu, ...